# 天満神社 (さいたま市見沼区)

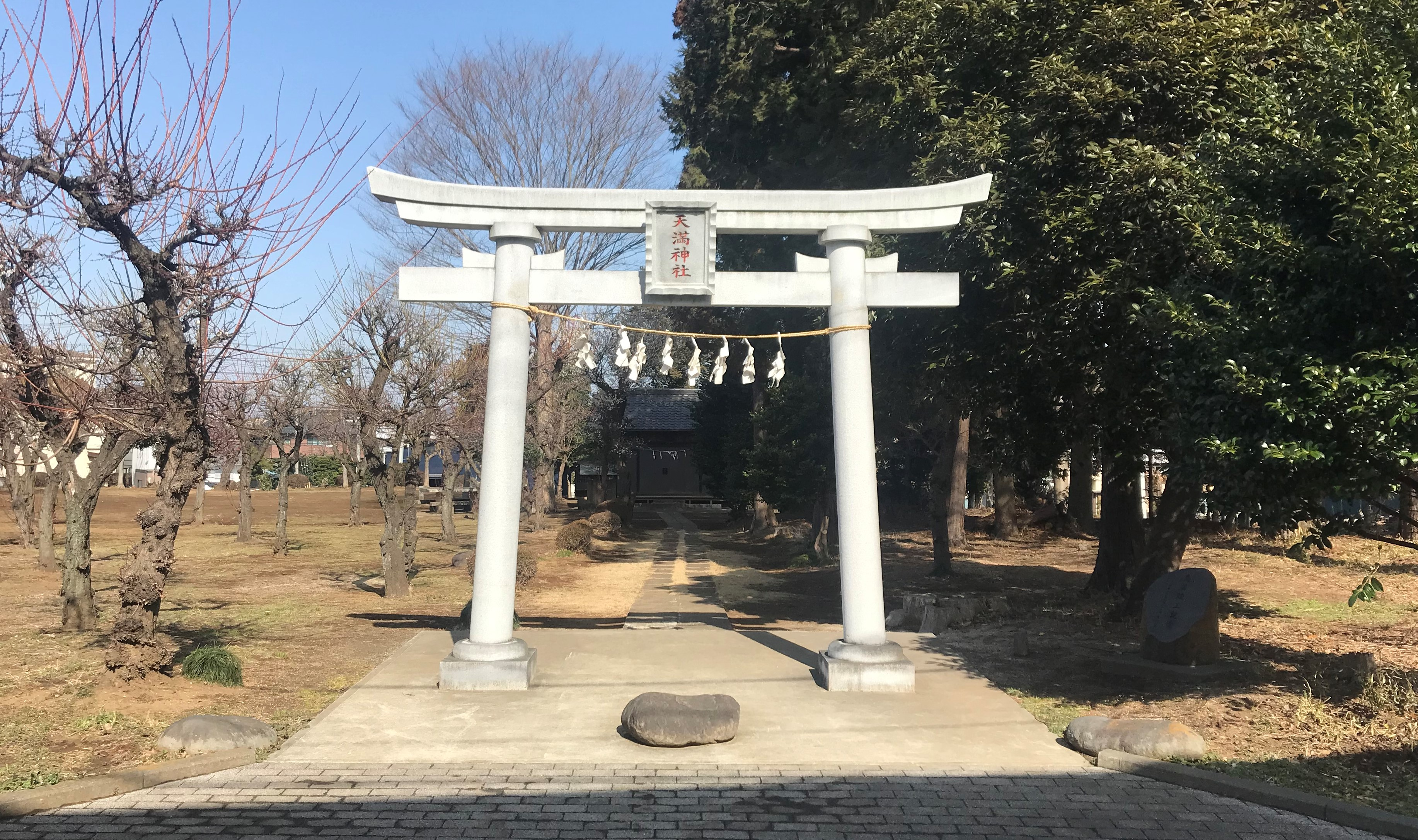
鳥居

天満神社（てんまんじんじゃ）は、埼玉県さいたま市見沼区の神社。

## 歴史
創建年代は不明である。ただ江戸時代後期の地誌『新編武蔵風土記稿』には掲載されていることから、少なくとも江戸時代後期には既に存在していたものと推測される。「西勝院」が別当寺であった。西勝院は真言宗の寺院であったが、明治初期の神仏分離により、廃寺に追い込まれた。
1873年（明治6年）、近代社格制度に基づく「村社」に列せられ、1907年（明治40年）の神社合祀により、「稲荷社」が合祀された。
従来の社殿は老朽化甚だしかったため、戦後に近くの小学校にあった奉安殿を譲り受けて本殿とし、その他の建物は氏子が負担して新築した。

## 交通アクセス
- 路線バス片柳小学校停留所より徒歩1分。